# Erythrura trichroa
Erythrura trichroa là một loài chim trong họ Estrildidae.

## Hình ảnh

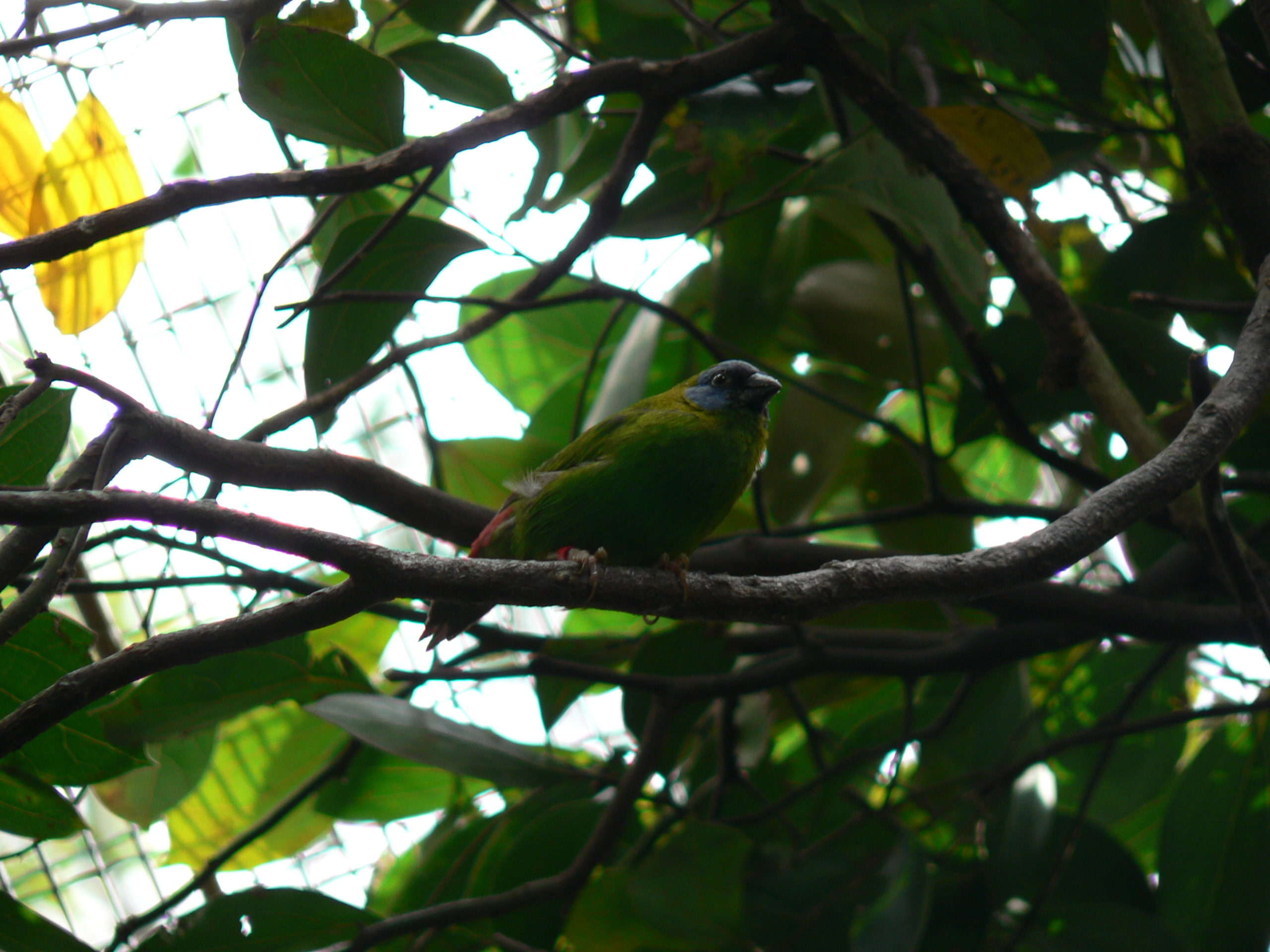
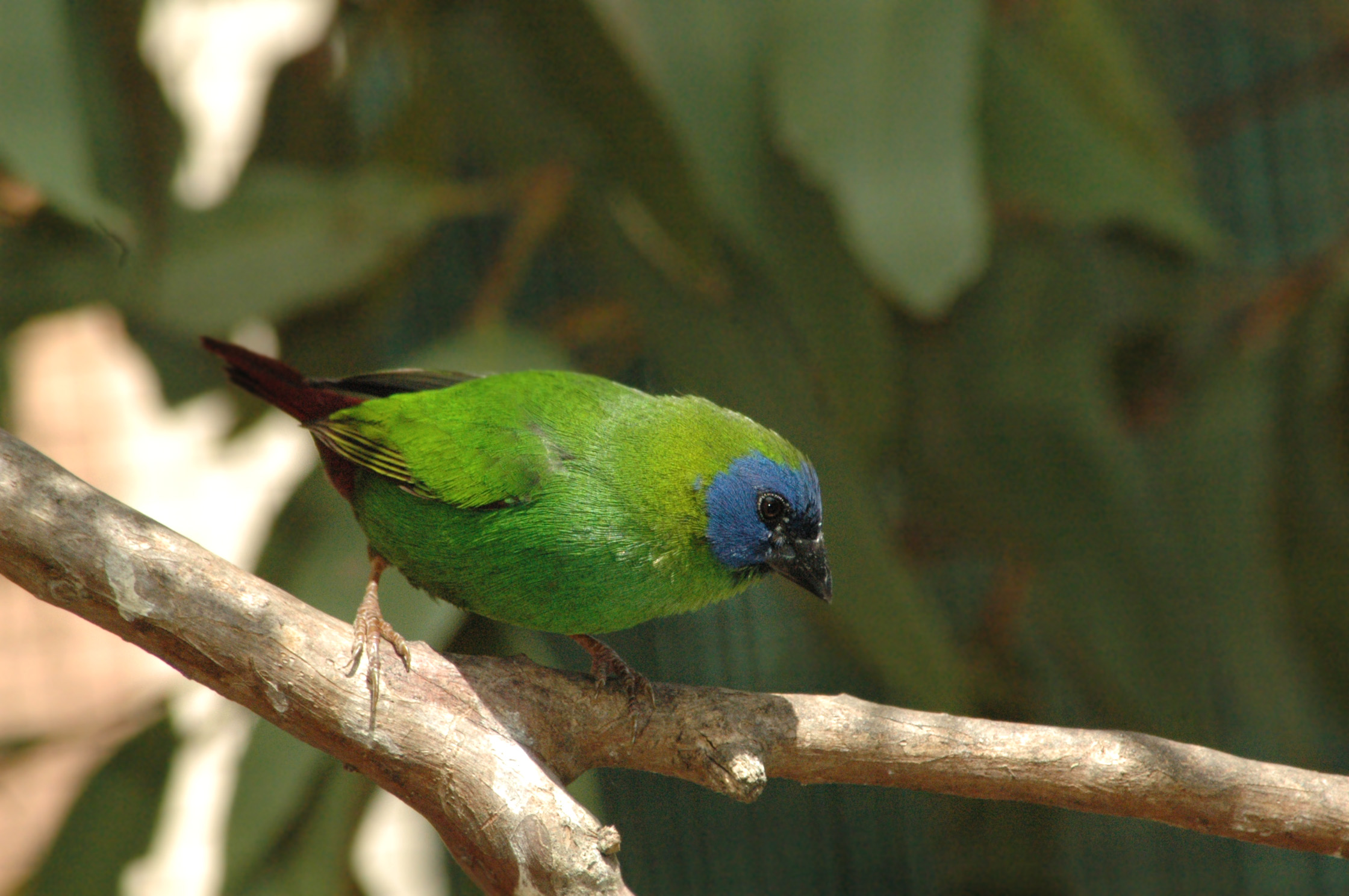
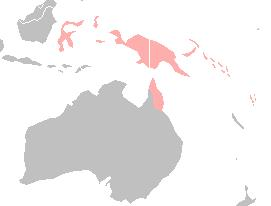
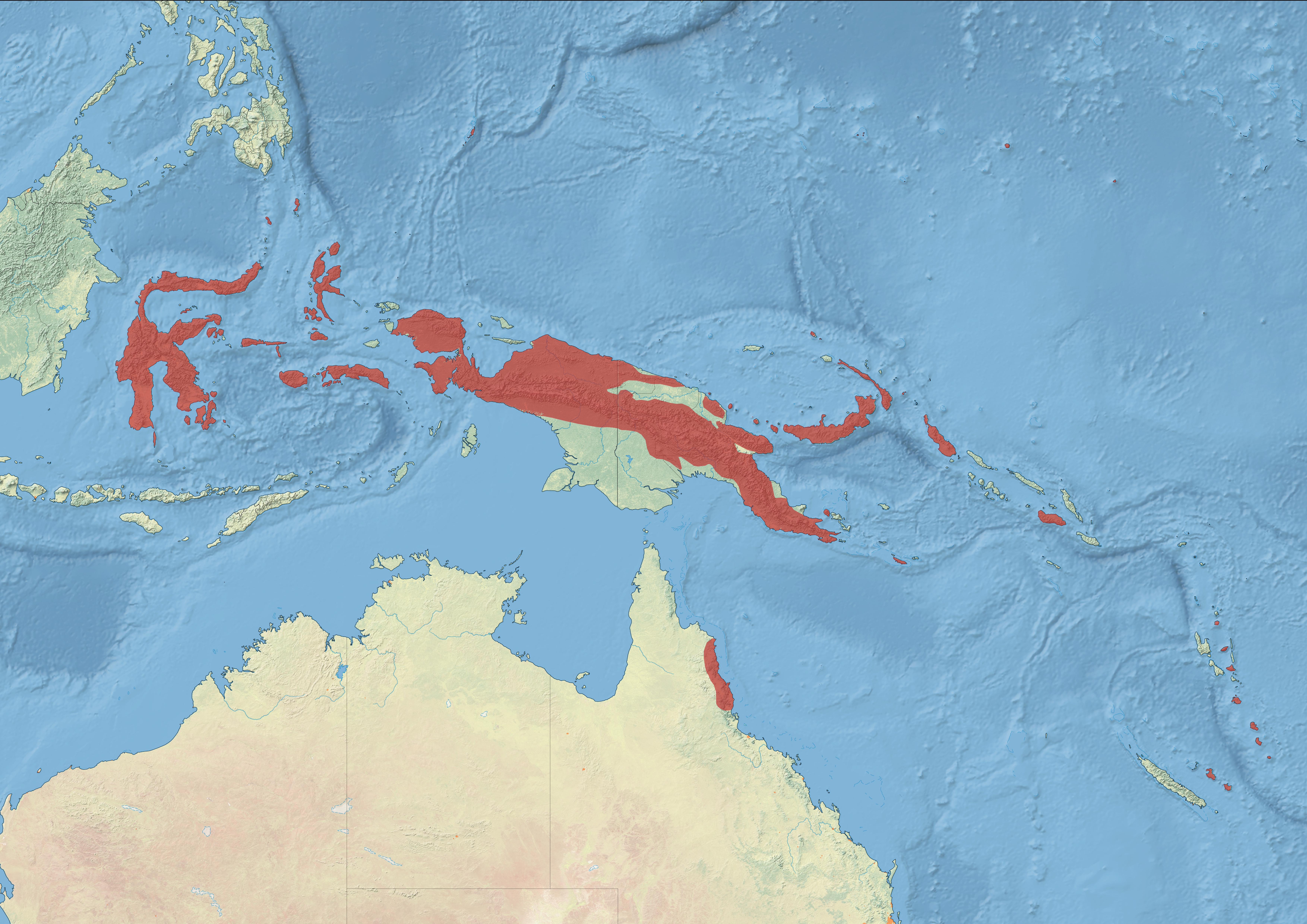